# Carter R. Gilbert
Carter Rowell Gilbert (* 23. Mai 1930 in Huntington, West Virginia; † 6. Januar 2022 in Gainesville, Florida) war ein US-amerikanischer Ichthyologe und Hochschullehrer. Seine Forschungsschwerpunkte galten den Süßwasserfischen des östlichen Nordamerikas, den Meeresfischen des westlichen Atlantiks sowie den Hammerhaien. 

## Leben
Gilbert war der Sohn von Frank A. Gilbert und Eleanor Marshall Gilbert. Seine Familie war stark in den Naturwissenschaften verwurzelt. Bei Exkursionen in der Umgebung mit seinem Vater, einem an der Harvard University ausgebildeten Botaniker, entwickelte Gilbert schon früh eine Faszination für die Natur. Im Jahr 1942 zog die Familie nach Columbus, Ohio, wo sein Vater eine Stelle am Battelle Memorial Institute, einem gemeinnützigen Institut, das wissenschaftliche Vertragsforschung in verschiedenen Bereichen betreibt, annahm. Gilbert besuchte die Junior High School und die High School in Columbus und machte 1947 seinen Abschluss an der Upper Arlington High School. Im Herbst 1947 begann er ein Grundstudium an der Ohio State University (OSU), das er 1951 mit dem B.Sc. abschloss. 1952 war er studentischer Assistent in der zoologischen Abteilung der OSU. 1953 erwarb er dort unter der Leitung von John W. Price einen M.Sc. mit der Arbeit Age and growth of the Yellow Stone Catfish, Noturus flavus, Rafinesque. Im Herbst 1954 schrieb er sich an der University of Michigan ein, wo er 1960 unter der Leitung von Reeve M. Bailey mit der Dissertation A systematic and geographical study of the subgenus Luxilus (family Cyprinidae) zum Ph.D. promoviert wurde. 1958 heiratete er Nancy Hawbaker. Aus dieser Ehe gingen zwei Söhne (geboren 1963 und 1965) hervor. Von 1958 bis 1959 war er Assistenzichthyologe an der Abteilung für Fische des University of Michigan Museum of Zoology (heute University of Michigan Museum of Natural History). Von 1959 bis 1961 war er wissenschaftlicher Mitarbeiter am Smithsonian National Museum of Natural History, wo er eine systematische Revision der Hammerhaie vornahm. Von 1961 bis 1987 war er Assistant Professor für Zoologie an der University of Florida sowie stellvertretender Kurator am Florida Museum of Natural History in Gainesville. Von 1972 bis 1987 war er dort auch außerordentlicher Professor für Lateinamerikanische Studien. Ab 1987 wurde er ordentlicher Professor an der University of Florida und Kurator am Florida Museum of Natural History, bis er 1998 als emeritierter Professor und Kurator in den Ruhestand ging. Auch danach blieb er der Forschung am Museum treu. Seine Tätigkeit an der University of Florida umfasste sowohl die Lehre als auch die Forschung.
Giberts erste Forschungserfahrungen begannen 1951 im Rahmen seiner Masterarbeit, als er die Ökologie und Lebensweise der Katzenwelsart Noturus flavus studierte, die im Eriesee und den umliegenden Flüssen vorkommt. Als Nächstes wandte er sich der Systematik einer anderen Süßwasserfischgruppe zu, den großen Weißfischen der Gattung Luxilus. Obwohl er seine Analyse der Verwandtschaftsverhältnisse dieser Fische vor dem breiten Aufkommen der DNA-Sequenzierung durchführte, wurde seine Arbeit durch spätere Studien weitgehend bestätigt. Im Florida Museum of Natural History baute er die Fischsammlung, die während seiner Anfangszeit einen Bestand von weniger als 10.000 Exemplaren hatte, in 37 Jahren zur zweitgrößten in den Vereinigten Staaten (nach der Smithsonian Institution) auf. 
Gilberts Bibliografie umfasst über 100 Publikationen, darunter die Bücher Atlas of North American Freshwater Fishes (1980, in Koautorenschaft mit David S. Lee, Charles H. Hocutt, Robert E. Jenkins, Don E. McAllister, Jay R. Stauffer, Jr.) und Type catalogue of recent and fossil North American freshwater fishes: families Cyprinidae, Catostomidae, Ictaluridae, Centrarchidae and Elassomatidae (1998).
Gilbert unternahm Sammelexpedition nach Mexiko, Mittel- und Südamerika, in verschiedene Gebiete der Karibik und der Westindischen Inseln sowie in viele der 50 US-Bundesstaaten. Zudem bereiste er mit seiner Frau Kanada, Lateinamerika, Europa, Australien, Neuseeland sowie das südliche Afrika.
Gilbert wurde 1954 Mitglied der American Society of Ichthyologists and Herpetologists (ASIH). Von 1971 bis 1981 war er Redakteur bei der Fachzeitschrift Copeia, 1981/82 Honorarsekretär, von 1982 bis 1990 Sekretär, von 1993 bis 1994 Präsident sowie 40 Jahre Vorstandsmitglied. Zudem war er Mitglied in der Ichthyological Society of Japan, der Society of Systematic Zoology (heute Society of Systematic Biologists) sowie in der Gelehrtengesellschaft Sigma Xi.

## Dedikationsnamen
Nach Glibert sind die Arten Opistognathus gilberti Böhlke, 1967, Etmopterus carteri Springer & Burgess, 1985, Cirripectes gilberti Williams, 1988, Sicydium gilberti Watson, 2000, Elassoma gilberti Snelson, Krabbenhoft & Quattro, 2009 sowie Sphyrna gilberti Quattro, Driggers, Grady, Ulrich & Roberts, 2013 benannt.

## Erstbeschreibungen von Carter R. Gilbert
- Apogon robbyi Gilbert & Tyler, 1997
- Ctenogobius saepepallens (Gilbert & Randall, 1968)
- Ctenogobius thoropsis (Pezold & Gilbert, 1987)
- Epapterus blohmi Vari, Jewett, Taphorn & Gilbert, 1984
- Lipogramma rosae Gilbert, 1979
- Macrhybopsis boschungi Gilbert & Mayden, 2017
- Macrhybopsis etnieri Gilbert & Mayden, 2017
- Macrhybopsis pallida Gilbert & Mayden, 2017
- Macrhybopsis tomellerii Gilbert & Mayden, 2017
- Notropis semperasper Gilbert, 1961
- Microdesmus carri Gilbert, 1966
- Microdesmus suttkusi Gilbert, 1966
- Palatogobius paradoxus Gilbert, 1971
- Porichthys bathoiketes Gilbert, 1968
- Porichthys kymosemeum Gilbert, 1968
- Porichthys oculofrenum Gilbert, 1968
- Prietella lundbergi Walsh & Gilbert, 1995
- Starksia elongata Gilbert, 1971
- Starksia starcki Gilbert, 1971
- Starksia y-lineata Gilbert, 1965
- Syngnathus texanus Gilbert 2013
- Vomerogobius flavus Gilbert 1971